# Johan Mikael Winckler
Johan Mikael Winckler, född 1779, död 1836, var en svensk revisionssekreterare och brukspatron på Nykvarns herrgård.
Winckler var, enligt inskriptionen på hans gravsten på Turinge kyrkogård, känd såsom idkare av "ädel wälgörenhet". Till hans mest bestående donationer hör den genom av honom testamenterade medel uppförda Wincklerska slöjdskolan i Turinge.